# Pozo de serpientes

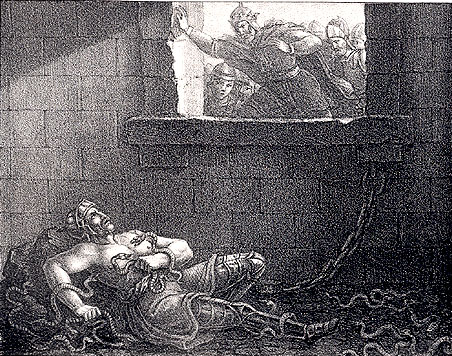
Ragnar en el pozo de las serpientes según el artista Hugo Hamilton

El pozo de serpientes es un apelativo para los lugares de terror, tortura e incluso muerte de los cuentos de hadas y las leyendas europeas. Son una figura recurrente en sagas nórdicas y de allí han ejercido influencia en obras épicas posteriores tales como los cantares de gesta, los libros de caballería y el romancero español.
Ninguna evidencia histórica o arqueológica apoya la suposición de que estos pozos existieran y se utilizaran realmente para tortura o ejecución.

## Aparición en leyendas medievales
Según una de ellas, el caudillo vikingo Ragnar Lodbrok fue arrojado a uno de ellos y murió allí, después de que su ejército fuera derrotado en batalla por el rey Aelle de Northumbria.
Una leyenda más antigua, recogida en los textos Atlakviða y Oddrúnargrátr cuenta que Atila el huno asesinó al rey de los burgundios Gunther en uno de estos pozos. En otra versión de la saga Völsunga, Atila ordena que arrojen a Gunar a un pozo lleno de serpientes para obligarlo a que revele el paradero de un tesoro. Una de ellas le devora el corazón.
En un poema medieval en alemán,[cita requerida] Teodorico de Verona, un alter ego legendario de Teodorico el Grande, es arrojado a un pozo de serpientes por el gigante Sigenot, aunque está protegido por una joya mágica que le había sido dada por un enano.
En el Romancero español, el Romance de la penitencia de Don Rodrigo cuenta que este último rey visigodo de España, tras perderla ante los árabes, y por consejo de un ermitaño inspirado por Dios, se hace enterrar en una tumba con una culebra para que ésta le devore y así expiar el pecado que ha llevado a la pérdida del reino.
Después vuelve el ermitaño 
a ver si ya muerto había;
halló que estaba rezando
y que gemía y plañía;
preguntóle cómo estaba.
-Dios es en la ayuda mía,
respondió el buen rey Rodrigo,
la culebra me comía;
cómeme ya por la parte
que todo lo merecía,
por donde fue el principio
de la mi muy gran desdicha.